# Березівська сільська рада (Покровський район)
| Березівська сільська рада — колишній орган місцевого самоврядування у Покровському районі Дніпропетровської області з адміністративним центром у с. Березове. Сільській раді були підпорядковані населені пункти: - с. Березове - с. Запорізьке - с. Калинівське - с. Новогеоргіївка - с. Новомиколаївка - с. Тернове - с. Степове |

## Склад ради
Рада складалася з 16 депутатів та голови.

## Керівний склад сільської ради
| ПІБ                        | Основні відомості                                                                      | Дата обрання | Дата звільнення |
| -------------------------- | -------------------------------------------------------------------------------------- | ------------ | --------------- |
| Терновий Анатолій Іванович | Сільський голова, 1952 року народження, освіта, член Комуністичної партії України      | 26.03.2006   | 31.10.2010      |
| Терновий Анатолій Іванович | Сільський голова, 1952 року народження, освіта вища, член Комуністичної партії України | 31.10.2010   |                 |

Примітка: таблиця складена за даними джерела